# Cydosia cyanella
Cydosia cyanella là một loài bướm đêm trong họ Erebidae.